# Rolofilina
Rolofilina (KW-3902) é um diurético experimental que atua como um antagonista receptor de adenosina A1 seletivo.  Foi descoberto na NovaCardia, Inc. a qual foi comprada pela Merck & Co., Inc. em 2007.